# Echemoides
Genre
Synonymes
- Zodariops Mello-Leitão, 1939

Echemoides est un genre d'araignées aranéomorphes de la famille des Gnaphosidae.

## Distribution
Les espèces de ce genre se rencontrent au Chili, en Argentine, au Pérou et au Paraguay.

## Liste des espèces
Selon World Spider Catalog (version 17.5, 02/11/2016) :
- Echemoides aguilari Platnick & Shadab, 1979
- Echemoides argentinus (Mello-Leitão, 1940)
- Echemoides balsa Platnick & Shadab, 1979
- Echemoides cekalovici Platnick, 1983
- Echemoides chilensis Platnick, 1983
- Echemoides gayi (Simon, 1904)
- Echemoides giganteus Mello-Leitão, 1938
- Echemoides illapel Platnick & Shadab, 1979
- Echemoides malleco Platnick & Shadab, 1979
- Echemoides mauryi Platnick & Shadab, 1979
- Echemoides penai Platnick & Shadab, 1979
- Echemoides penicillatus (Mello-Leitão, 1942)
- Echemoides rossi Platnick & Shadab, 1979
- Echemoides schlingeri Platnick & Shadab, 1979
- Echemoides tofo Platnick & Shadab, 1979

## Publication originale
- Mello-Leitão, 1938 : Algunas arañas nuevas de la Argentina. Revista del Museo de La Plata (Nueva Serie), vol. 1, p. 89-118.